# Anomalocardia
Anomalocardia é um género de bivalves pertencentes à família Veneridae.
O género tem uma distribuição quase cosmopolita.
Espécies:
- Anomalocardia cuneimeris (Conrad, 1846)
- Anomalocardia flexuosa (Linnaeus, 1767)
- Anomalocardia hendriana Mansfield, 1939
- Anomalocardia heothina Woodring, 1982
- Anomalocardia nesiotica Pilsbry, 1930
- Anomalocardia puella (Pfeiffer, 1846)
- Anomolocardia squamosa